# Jean-Delphin Alard
Jean-Delphin Alard (8. maj 1815 i Bayonne–22. februar 1888 i Paris) var en fransk violinist og komponist.
I sit 10. år kunne Alard træde offentlig op med en Viottisk koncert. I 1827 blev han elev af Paris-konservatoriet under François-Antoine Habeneck. I 1843 fulgte han efter Baillot som lærer ved konservatoriet og blev i denne stilling til 1875. Blandt hans mange elever er Sarasate den bekendteste. Alard var en fint dannet musiker og en fremragende lærer; hans kammermusiksoiréer nød i sin tid stort ry. Alards kompositioner for violin er dels instruktive arbejder, dels lettere salonmusik, navnlig fantasier over operamelodier; han har endvidere skrevet en strygekvartet og en udmærket på flere sprog oversat École du violon. 